# Thierry Repentin
Thierry Repentin (Saint-Jean-de-la-Porte, departman Savoie, 5. travnja 1963.) francuski je političar. Obnašao je funkciju ministra europskih poslova.
Thierry Repentin školovao se u Chambéryu, a diplomirao je na Institutu političkih znanosti u Grenobleu.
Najprije je radio kao suradnik eurozastupnika Jean-Pierrea Cota, a zatim je od 1989. do 1995. vodio kabinet načelnika općine Chambéry Louisa Bessona. U razdoblju od 1997. do 2001. nastavio je surađivati s Louisom Bessonom koji je postao državni tajnik za stanovanje u vladi Lionela Jospina.
Od 1995. do 2004. bio je zamjenik načelnika Chambéryja, a od 2008. godine obnaša funkciju zamjenika načelnika općine Sonnaz. Od 1998. godine član je vijeća departmana Savoie.
Kao zastupnik istog departmana, bio je član Senata Francuske Republike od 26. rujna 2004. do 21. srpnja 2012. U vladi  Jean-Marca Ayraulta obnašao je funkciju ministra zaduženog za stručno usavršavanje i učenje pri ministru rada Michelu Sapinu, u razdoblju od 21. lipnja 2012. do 19. ožujka 2013. godine. Tog je datuma u istoj vladi imenovan ministrom europskih poslova pri ministru vanjskih poslova  Laurentu Fabiusu, a ovu je funkciju obnašao do 31. ožujka 2014. godine. Na ovom mjestu naslijedio ga je Harlem Désir. Član je  Socijalističke stranke.